# Otto Matthaei (Geistlicher, 1627)
Otto Matthaei (* 24. August 1627 in Hamburg; † 29. März 1702 in Buxtehude) war ein deutscher evangelisch-lutherischer Geistlicher.

## Leben
Matthaei wurde als Sohn des Hamburger Kaufmanns Andreas Matthaei und seiner Frau Gese Kranenberg am Abend des Bartholomäustags in Hamburg geboren. Nachdem er anfangs von Privatlehrern unterrichtet wurde, ging er 1644 auf das Marienstiftsgymnasium nach Stettin und wurde hier von Johannes Micraelius unterrichtet. Im Jahr 1646 ging er zum Studium der Theologie an die Universität Rostock und 1649 an die Universität Greifswald. Nach abgeschlossenem Studium verbrachte er mehrere Jahre in Hamburg, im Herzogtum Bremen und Holstein, bevor er 1656 von Herzog Joachim Ernst von Holstein-Plön zu seinem Hofprediger ernannt wurde. Noch im selben Jahr wurde er aber als Diaconus nach Buxtehude berufen, stieg hier 1668 zum Hauptpastor auf und verwaltete dieses Amt bis zu seinem Lebensende im Jahr 1702. Er wurde am 9. April 1702 zusammen mit seiner Frau in der Sankt-Petri-Kirche in Buxtehude vor dem Altar begraben.

## Familie
Im Jahr 1656 heiratete Matthaei Anna Strathen (1632–1702), Tochter des Kieler Chirurgen Martin Strathen. Von seinen Söhnen wurde Paul Andreas (1662–1737) Prediger in Wistedt und Kuhstedt, Martin (1666–1728) Prediger in Flögeln und Propst des Kirchenkreises Bederkesa und der gleichnamige Sohn Otto ebenfalls Hauptpastor in Buxtehude.

## Schriften
- Donner, Blitz- und Feuer-Schaden, Welcher am 15. Maii allhie entstanden, Bey ordentlicher Freytags-Versamlung in selbiger Wochen vorgestelt, Von Othone Mathaei, Pastore in Buxtehude. Caspar Holwein, Stade 1674, OCLC 833709239 (eingeschränkte Vorschau in der Google-Buchsuche).